# Enrique Gamboa
José Enrique Gamboa (Perú, ? - Cusco, 1873) fue un abogado y político peruano. Fue diputado de la República del Perú, vocal de la Corte Superior de Justicia del Cusco, Prefecto del Cusco y rector de la Universidad del Cusco.
Fue diputado de la República del Perú por la provincia de Paruro entre 1845 y 1853 durante el primer gobierno de Ramón Castilla y José Rufino Echenique. 